# Bradleyland

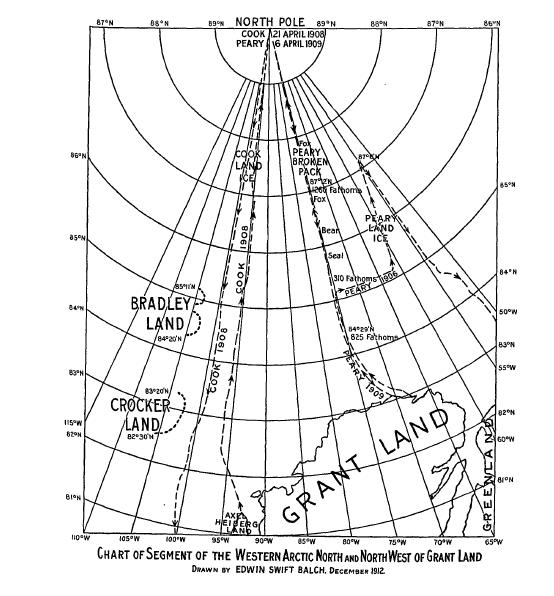
Vermeende locatie van Bradleyland zoals waargenomen door Frederick Cook en van Crockerland zoals waargenomen door Robert Peary. Grantland is het noordelijk deel van Ellesmere-eiland.

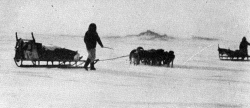
Foto van Cooks expeditie in 1909 met het vermeende Bradley Land op de achtergrond

Bradleyland was de naam die de Amerikaanse ontdekkingsreiziger Frederick Cook gaf aan een landmassa die hij beweerde gezien te hebben tussen 84° 20' noorderbreedte, 102° 0' westerlengte en 85° 11' noorderbreedte, 102° 0' westerlengte tijdens een expeditie in 1908. Hij beschreef het als twee landmassa's met een zeestraat of een inkeping ertussen. Bradleyland is vernoemd naar John R. Bradley die Cooks expeditie sponsorde.
Anno 2013 is bekend dat er geen land is op deze locatie en dat Cooks observaties ofwel gebaseerd waren op een verkeerde identificatie van zee-ijs ofwel een verzinsel waren. Twee Inuit die met Cook meereisden, meldden later dat de foto's die Cook als bewijs van zijn ontdekking liet zien in werkelijkheid in de buurt van de kust van het Axel Heibergeiland waren genomen.